# Rango (algebra di Lie)
Per un'algebra di Lie il rango è il massimo numero (intero) di generatori che commutano fra di loro.
Questo numero è regolato dal numero di operatori di Casimir dell'algebra stessa (per un'algebra di Lie semisemplice è uguale al numero di operatori di Casimir funzionalmente indipendenti).

## Esempi
Il rango di {\displaystyle SO_{3}} e di {\displaystyle SU_{2}} è 1.
Più in generale le algebre di {\displaystyle SU_{n}} hanno rango {\displaystyle n-1} mentre sia {\displaystyle SO_{2m+1}}
che {\displaystyle SO_{2m}} hanno rango {\displaystyle m}.